# Университет Любека
Любекский университет — исследовательский университет в Любеке, Северная Германия, который почти полностью специализируется на медицине и науках с применением в медицине. В 2006, 2009 и 2016 годах Любекский университет занимал первое место по медицине среди всех университетов Германии, Австрии и Швейцарии согласно рейтингу CHE Hochschulranking. В области компьютерных и молекулярных наук о жизни университет занял 2-е место в оценке 2009 года.

## Основная информация

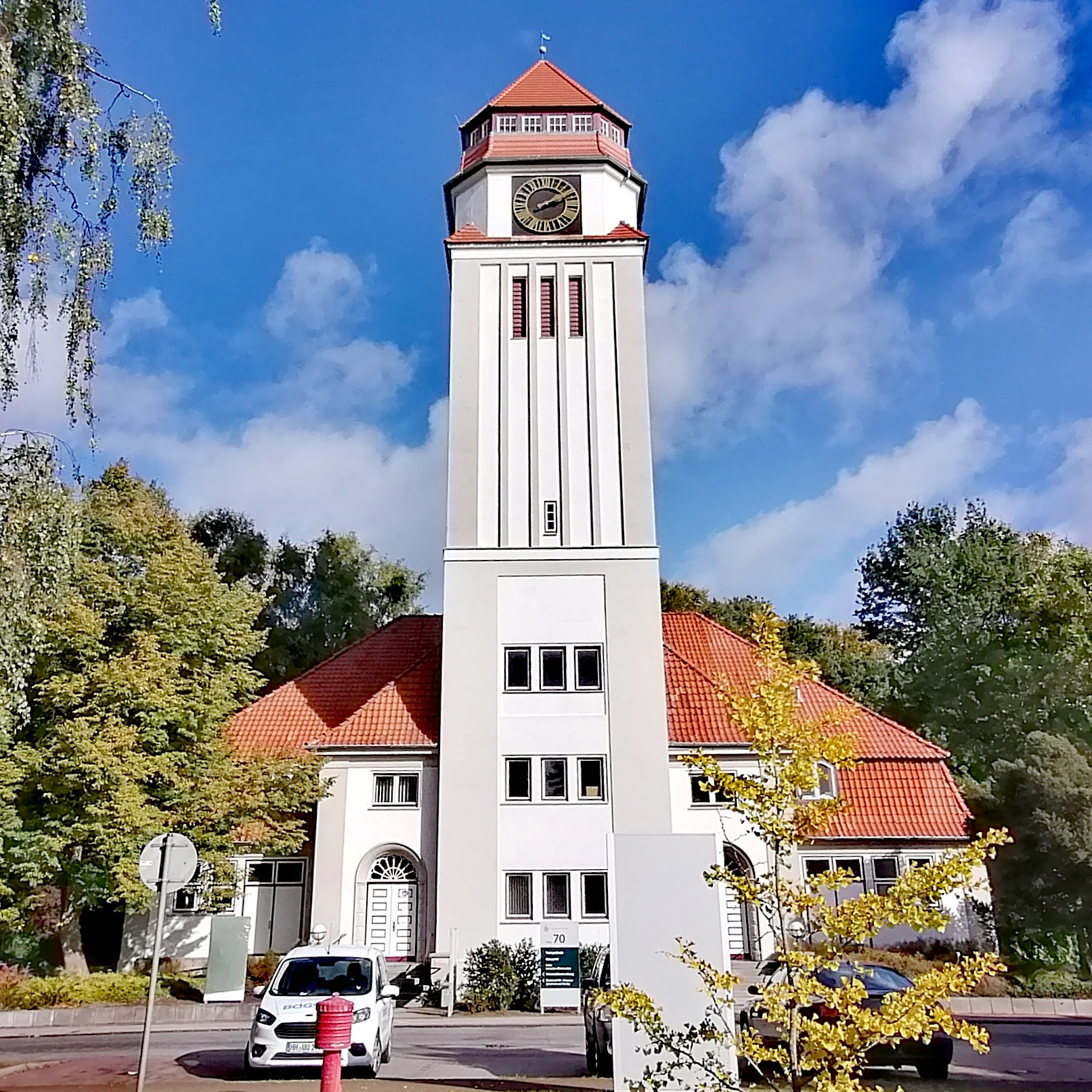
Башня Любекского университета

В университете есть медицинский факультет и факультет технологий и естественных наук. Он предлагает профессиональные и докторские степени в медицине, а также степени бакалавра, магистра и доктора в естественных и инженерных дисциплинах с применением в медицине. Кроме того, с 2013 года университет расширил свое портфолио, открыв факультет психологии, и с тех пор предлагает степени бакалавра и магистра психологии. В зимнем семестре 2007/2008 г. была введена программа доктора философии (PhD) «Вычислительная техника в медицине и науках о жизни» с открытием Высшей школы вычислений в медицине и науках о жизни при университете.
Университет предлагает следующие курсы:
- Биофизика (B.Sc. и M.Sc.)
- Предпринимательство в цифровых технологиях (M.Sc.)
- Логопедия (B.Sc.)
- Науки о здоровье (M.Sc.)
- Акушерская наука (B.Sc.)
- Слуховая акустика и аудиологические технологии (M.Sc.)
- Медицина человека
- Биология инфекции (M.Sc.)
- Компьютерные науки (B.Sc. и M.Sc.)
- ИТ-безопасность (B.Sc. и M.Sc.)
- Математика в медицине и науках о жизни (B.Sc. и M.Sc.)
- Медиа-информатика (B.Sc. и M.Sc.)
- Медицинская наука о питании (B.Sc. и M.Sc.)
- Медицинская информатика (B.Sc. и M.Sc.)
- Медицинская инженерия (B.Sc. и M.Sc.)
- Молекулярная наука о жизни (B.Sc. и M.Sc.)
- Сестринское дело (B.Sc.)
- Физиотерапия (B.Sc.)
- Психология (B.Sc. и M.Sc.)
- Робототехника и автономные системы (B.Sc. и M.Sc.)

В настоящее время в университете обучается около 4945 студентов, 160 профессоров и 100 преподавателей. В 2003 году дочерняя клиническая больница Любекского университета была объединена с больницей Кильского университета в университетскую клиническую больницу земли Шлезвиг-Гольштейн, став второй по величине клиникой в Германии. Университет Любека и его учебная больница с общим числом сотрудников более 5300 человек являются крупнейшим работодателем в регионе Любек.
В 2016 году на территории кампуса был открыт новый междисциплинарный исследовательский центр, финансируемый государством, «Центр мозга, поведения и метаболизма» (CBBM). Здесь расположены лаборатории и офисы для 33 исследовательских групп, работающих на стыке биомедицины и нейробиологии.

## Научная направленность

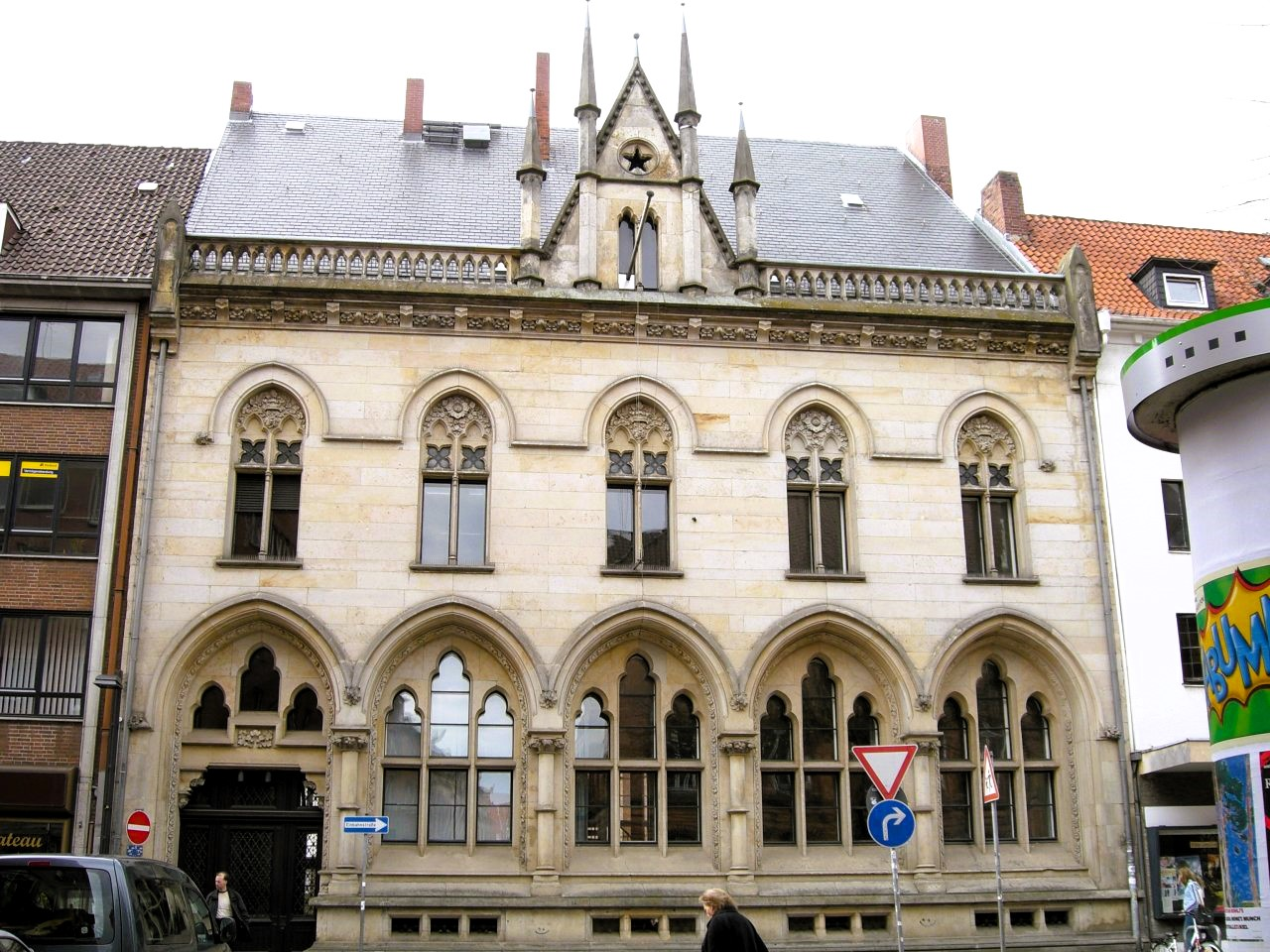
Институт истории медицины и научных исследований

Университет вместе с Университетской клиникой Любека является инициатором и партнером по научным проектам Центра передового опыта в области медицинских технологий (CEMET) Шлезвиг-Гольштейн и центром исследований генетических причин сердечно-сосудистых заболеваний в рамках Национальной программы исследований генома. Научно-исследовательские центры университета, признанные на национальном и международном уровнях, включают, в частности, специальные области исследований 367 (Молекулярные механизмы воспалительных и дегенеративных процессов) и 470 (Гликоструктуры в биосистемах), а также группы клинических исследований, поддерживаемые Немецким исследовательским фондом (DFG) по нейроэндокринологии и интерсексуальности.
Университет был отмечен Высшей школой вычислительной техники в медицине и науках о жизни в 2007 году и с тех пор получает устойчивое финансирование. Эта аспирантура Любека  обучает докторантов в области компьютерных наук в медицине и науках о жизни.
Университет Любека является частью кластера передовых исследований воспалений с 2007 года вместе с Исследовательским центром Борстеля, Университетом Кристиана Альбрехта в Киле, Институтом эволюционной биологии Макса Планка в Плене, Институтом тропической медицины Бернхарда Нохта и Клиникой ревматизма Бад-Брамштедта. В рамках «Кластера передового опыта в области исследований воспалений» в Любеке и Киле были созданы специальные центры медицины воспалений.
Кроме того, университет тесно сотрудничает с Институтом эпидемиологии рака  и участвует в Ассоциации университетов Северной Германии для улучшения преподавания и исследований.

## Партнерские отношения
Университет поддерживает партнерские отношения с:
- Бергенский университет в Бергене (Норвегия)
- Чжэцзянский университет в Ханчжоу (Китайская Народная Республика)
- Университет Земмельвейса в Будапеште (Венгрия)
- Тартуский университет в Тарту (Эстония)
- Университет Нью-Мексико, Альбукерке (США)

Партнерство с европейскими университетами также поддерживается в рамках программы Erasmus.

## Внешние ссылки
- Сайт университета Universität zu Lübeck